# Léonide Moguy
Léonide Moguy foi um diretor de cinema russo, premiado na XI MOSTRA INTERNAZIONALE D’ARTE CINEMATOGRAFICA pelo filme Tomorrow Is Too Late. Produziu filmes principalmente na Itália e na França.